# Monastère de la Résurrection de Mourom
Pour les articles homonymes, voir Monastère de la Résurrection.
Le monastère de la Résurrection (en russe : Воскресе́нский монасты́рь) est un monastère orthodoxe pour femmes, situé dans l'éparchie de Mourom, Patriarcat de Moscou et de toute la Russie. Il est situé au nord-est du centre de Mourom, sur les rives de l'Oka, affluent de la Volga. Selon la légende, il a été construit sur l'ancien site du palais des princes Piotr et Fevronia de Mourom. Son existence est mentionnée à partir du XVIe siècle. Le complexe architectural, dans sa partie datant du XVIIe siècle, est encore présent aujourd'hui : les cinq coupoles à bulbes, le réfectoire (trapeznaïa), le paperte avec ses deux petits porches latéraux, le clocher non contigu, avec son toit en pointe. Il faut remarquer que c'est le local sous le clocher qui était chauffé en hiver. Il est dédié à la Sainte Vierge. Le nom des architectes de ces édifices n'a pas été conservé.

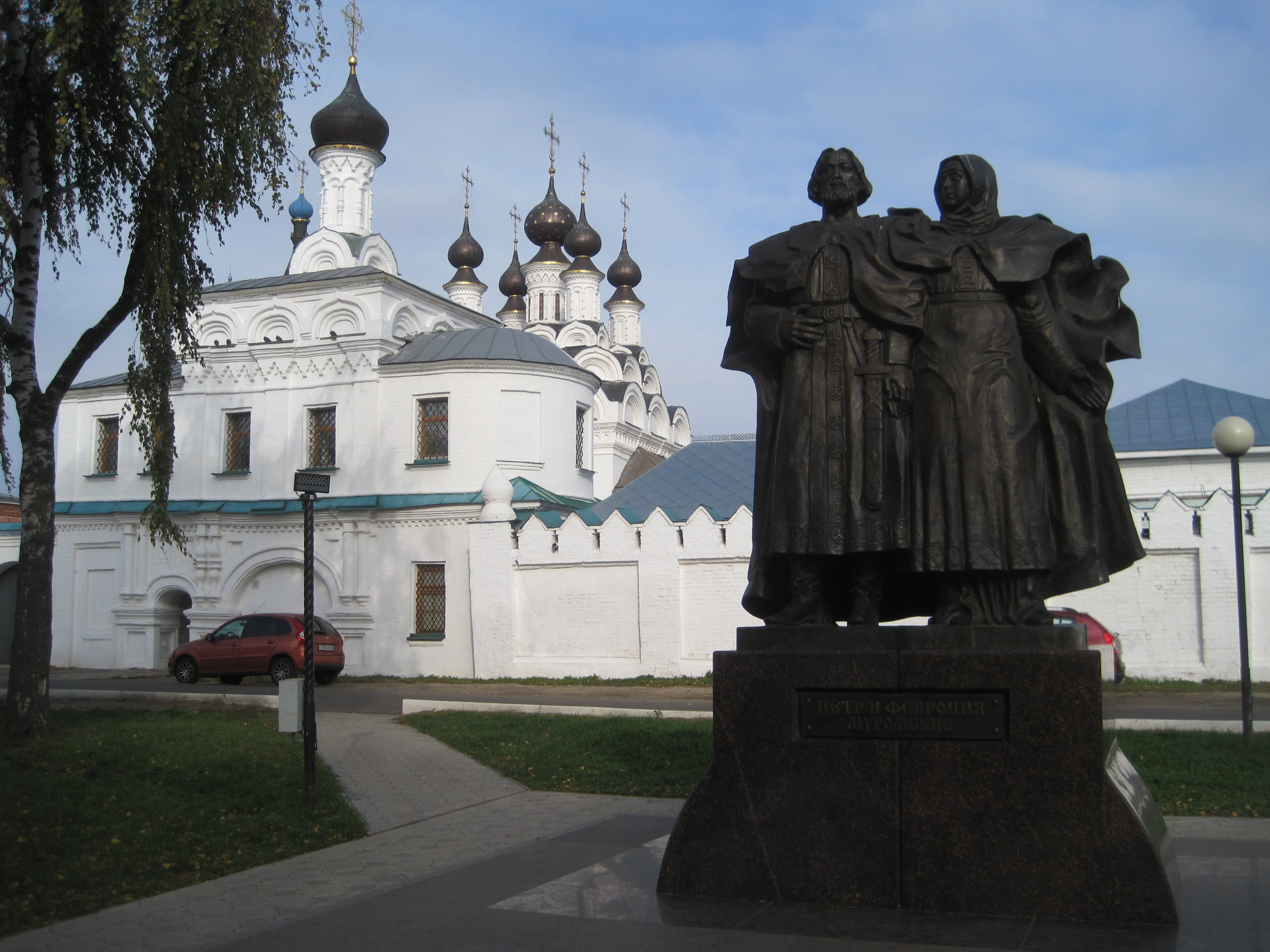
Statue de Piotr et Fevronia devant l'église de la Résurrection à Mourom.

## Histoire du monastère
Une des premières informations relatives à l'église de la Résurrection remonte à 1566. En 1616, les Polonais d'Alexandre Jozef Lisovski tuèrent le prêtre Ioane durant le temps des troubles. En 1637, l'inventaire établi et conservé par la ville de Mourom reprend dans sa liste : 13 icônes, 2 vases en étain, une croix en argent, 25 livres imprimés ou manuscrits. En 1646 l'inventaire signale que le nombre de cellules du monastère est passé à trente, mais elles sont en bois.

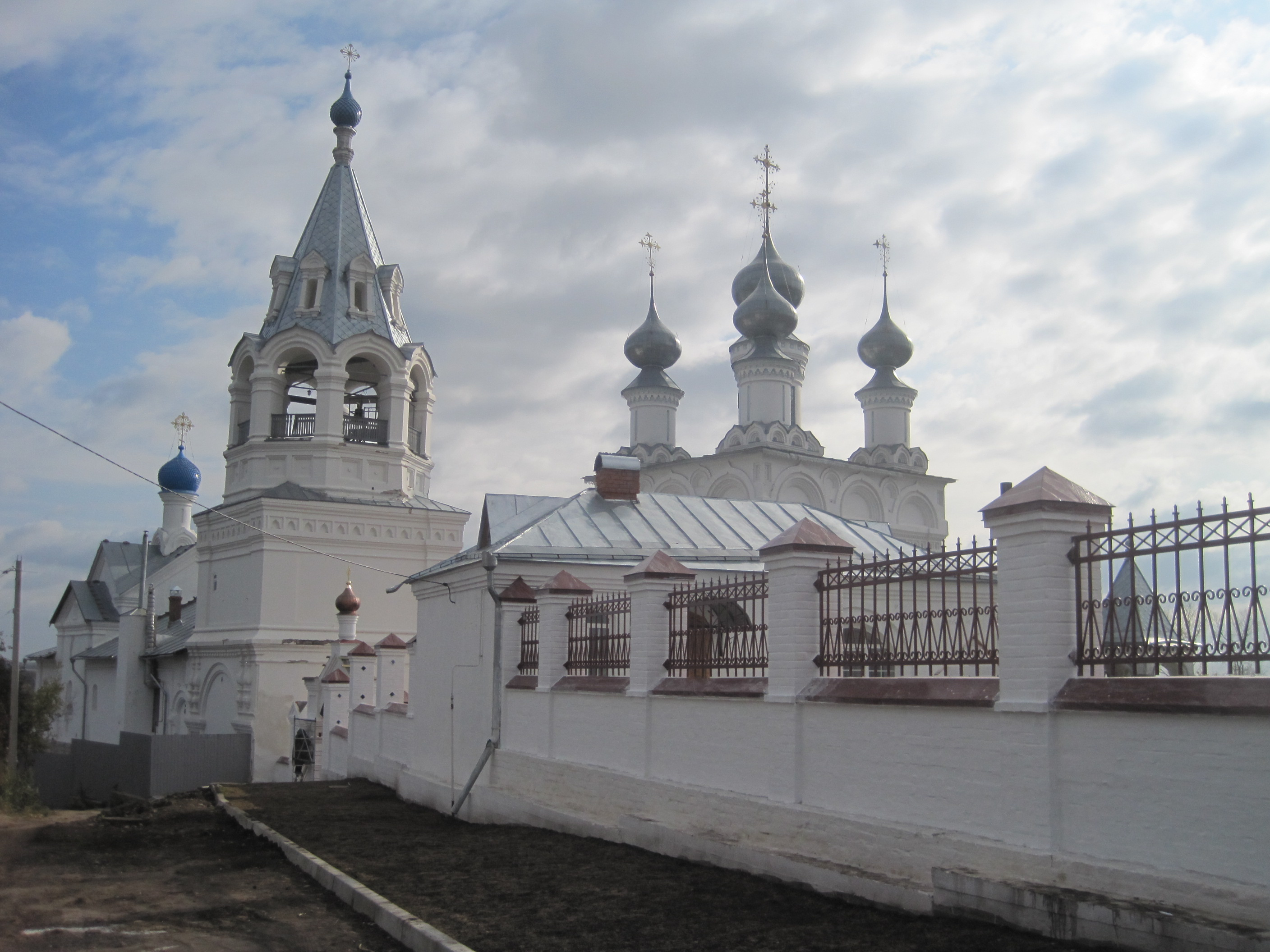
Enceinte du couvent de la Résurrection à Mourom.

En 1678, les chiffres cités sont de 26 religieuses sans compter l'higoumène. Le chiffre est identique en 1723.

### Abolition du monastère
La vie du monastère se poursuivit jusqu'en 1764. Du fait du décret de Catherine II sur la sécularisation des biens de l'Église, le monastère est alors réduit à l'état de simple paroisse et l'higoumène et deux religieuses sont transférées au monastère de la Trinité de Mourom.
Au cours des XIXe siècle et jusqu'au début du XXe siècle, les édifices du monastère servent de paroisse pour la ville de Mourom. Depuis longtemps l'un des quatre cimetières de la ville s'y trouvait aussi et y est resté à cette époque.
À l'époque soviétique, l'ensemble du monastère connaît le triste sort des autres édifices religieux de la ville : il est fermé, son mobilier de valeur est envoyé au musée, et les bâtiments deviennent des entrepôts. En 1929, le cimetière est détruit et en 1950 sur son emplacement est installé un terrain de football. De 1970 à 1980 on installe sur les lieux une salle de fitness et d'autres installations sportives.

### Actuellement
En 1998 le monastère retourne au sein de l'éparchie de Vladimir-Souzdal et la vie monastique y a repris son cours. Dans le cadre de la création d'une éparchie indépendante de Mourom, le monastère a été transféré sous l'autorité de cette dernière.